# 7272 Darbydyar
7272 Darbydyar eller 1980 DD1 är en asteroid i huvudbältet som upptäcktes den 21 februari 1980 av den tjeckiske astronomen Zdeňka Vávrová vid Kleť-observatoriet. Den är uppkallad efter M. Darby Dyar.
Asteroiden har en diameter på ungefär 8 kilometer och den tillhör asteroidgruppen Gefion.